# Microcar (marcă)
Microcar este un producător francez de micromașini. Compania a fost fondată în 1984 ca filială a grupului Bénéteau, un mare producător de bărci cu pânze. Producția s-a mutat într-o nouă fabrică construită la comandă în septembrie 2000. În septembrie 2008, Microcar a fost achiziționată de Ligier Automobiles într-o afacere susținută de firma italiană de capital privat 21 Investimenti Partners. Fuziunea a creat cel de-al doilea cel mai mare producător european de micromașini și cel mai mare producător de cvadricicluri sau vehicule „fără permis” (scutite de licență). Mărcile Microcar și Ligier trebuie să își păstreze identitățile și instalațiile de producție separate. Phillipe Ligier, fiul fondatorului companiei Guy Ligier, ocupă funcția de CEO al Ligier Automobiles extins.

## Modele actuale

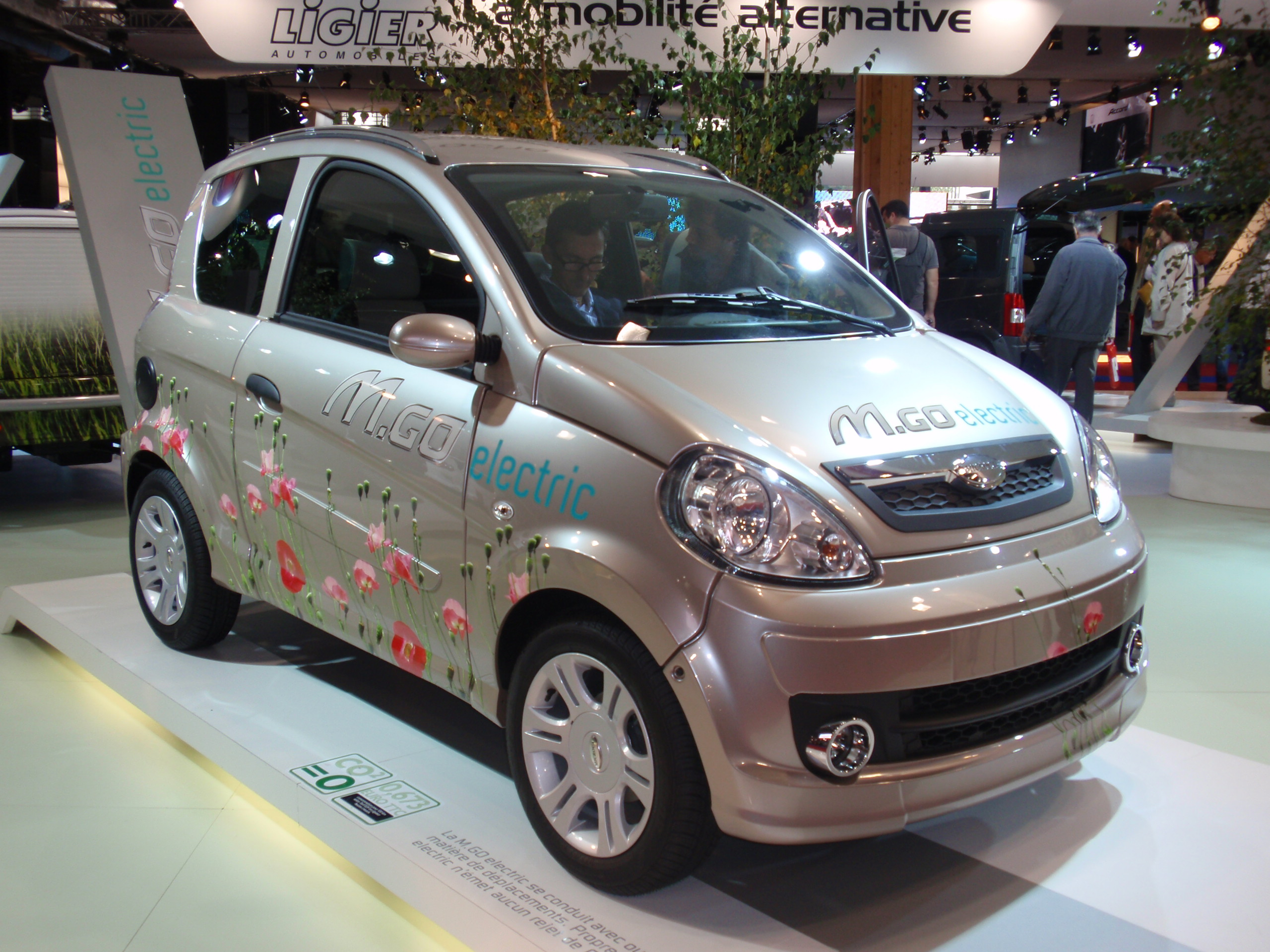
Microcar M.Go Electric la Salonul Auto de la Paris din 2008

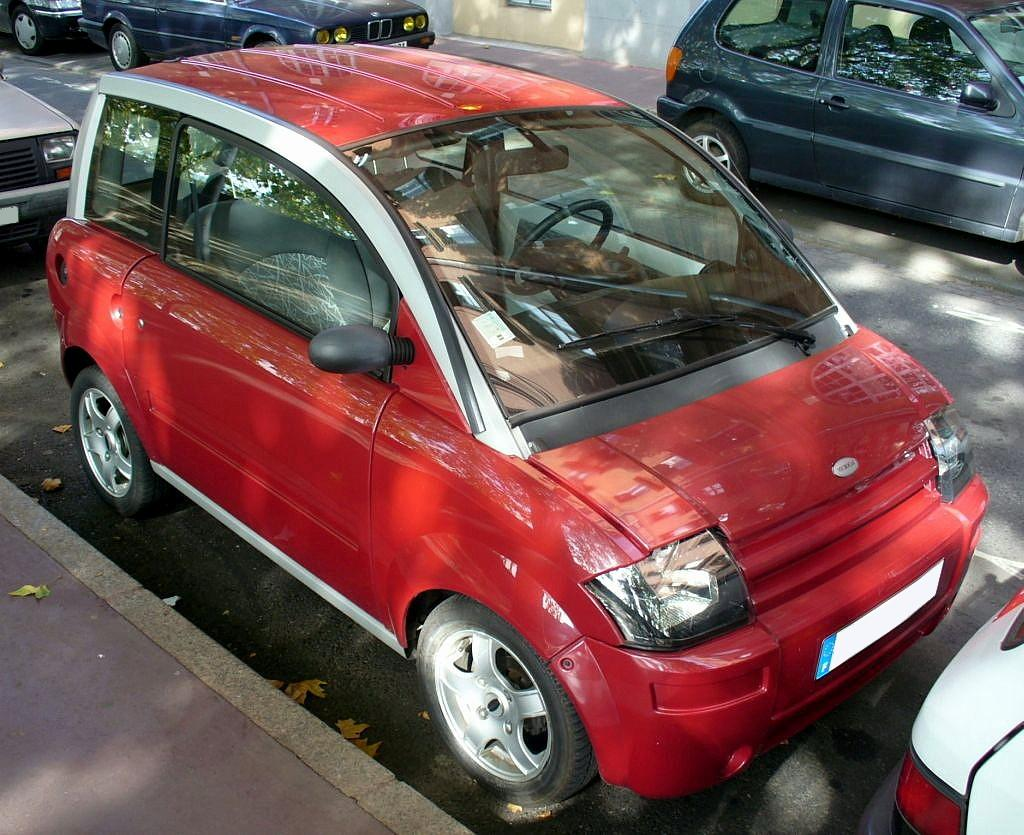
Microcar MC1

- Dué : acest model de nivel de intrare este cel mai ieftin pe piața auto fără permis
- M.Go : acest model este cel mai vândut pe piață. Vine în versiuni standard, utilitate (Cargo) sau aspectul SUV-ului (Highland)
- M.Cross : această utilitate este o evoluție a Flex 3.

## Foste modele
- Microcar Family Luxe
- Microcar Lyra

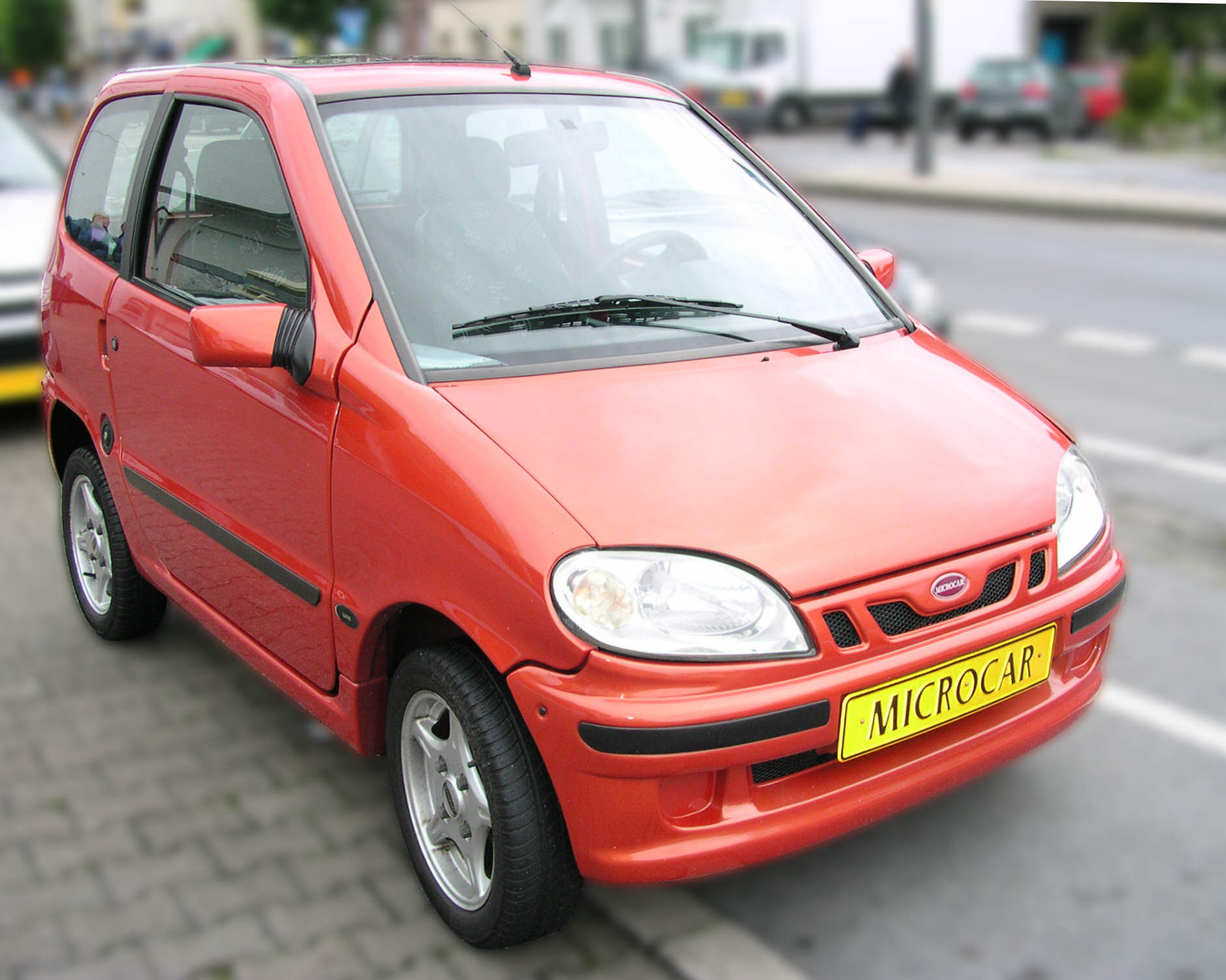
Microcar Virgo 2

- Microcar NewStreet, NewStreet Cabriolet
- Microcar Pratic Luxe
- Microcar Virgo
- Microcar Virgo 2
- Microcar Virgo 3
- Microcar Virgo Luxe
- Microcar MC1
- Microcar MC2
- Microcar MGo

## Legături externe
- UK site (English) Arhivat în 10 ianuarie 2010, la Wayback Machine.
- Microcar website (French)